# DanmarkDenmark
DanmarkDenmark er det fjerde studiealbum af den danske rockgruppe Nephew. Det udkom på grundlovsdag den 5. juni 2009 på Copenhagen Records. Samme dag optrådte Nephew optrådte på Start Festival på Vesterbro under navnet The Descendants of King Canute, og det var derfor en stor overraskelse for de fremmødte koncertgængere. Den første single fra albummet er "007 Is Also Gonna Die". For at promovere albummet besøgte Nephew pladebutikker rundt om i landet for at skrive autografer.
Tolv danske kunstnere har lavet en video til hver sin sang. Disse videoer findes på DVD'en VideoVideo, der følger med albummet. Bandets medlemmer har stået til rådighed som medvirkende i filmene, men det har ikke været et krav, at bandet skulle indgå. VideoVideo-projektet blev senere i 2009 genstand for en særudstilling på kunstmuseet ARoS i Århus.
DanmarkDenmark debuterede på førstepladsen af hitlisten efter blot tre dages salg. I samme periode solgte albummet 9.200 eksemplarer. Efter yderligere én uge solgte albummet 10.700 eksemplarer og forsvarede sin førsteplads. I februar 2010 modtog albummet dobbelt-platin for 60.000 eksemplarer. DanmarkDenmark var det ottende mest solgte i 2009.

## New Year's Morning
Teksten til sangen "New Year's Morning" er baseret på digtet "Nyaars-Morgen" (1824), der er skrevet af N.F.S Grundtvig. Den engelske oversættelse er foretaget af fhv. højskoleforstander Kristian Schultz Petersen. Nephew anvender dele af vers 39, hele oversættelser af versene 41 og 174, samt igen en delvis oversættelse af vers 312.

## Sange
| Nr. | Titel                        | Længde | Indspillet  |
| --- | ---------------------------- | ------ | ----------- |
| 01  | D.T.A.P.                     | 03.30  | Dansebjerg  |
| 02  | 007 Is Also Gonna Die        | 04.15  | PUK Studios |
| 03  | Police Bells & Church Sirens | 05.11  | PUK Studios |
| 04  | Sov For Satan Mand           | 03.36  | Dansebjerg  |
| 05  | Danmark Man Dark             | 02.43  | Dansebjerg  |
| 06  | Gong Gong                    | 03.27  | PUK Studios |
| 07  | Det Her Sker Bare Ikk'       | 04.45  | Dansebjerg  |
| 08  | Va Fangool!                  | 03.46  | Dansebjerg  |
| 09  | Descendants of King Canute   | 04.10  | PUK Studios |
| 10  | Focus On The Sound           | 04.49  | PUK Studios |
| 11  | New Year's Morning           | 04.15  | PUK Studios |
| 12  | Hurra                        | 06.03  | PUK Studios |

## Singler
| 2009                                                             | "007 Is Also Gonna Die"        | 1  | - Guld (download) |
| 2009                                                             | "Va Fangool!"                  | 10 | - Guld (download) |
| 2009                                                             | "Sov for satan mand"           | —  |                   |
| 2009                                                             | "Police Bells & Church Sirens" | 6  | - Guld (download) |
| "—" markerer en udgivelse der ikke opnåede en hitlisteplacering. |                                |    |                   |